# Magueyal
Magueyal är en ort i Mexiko.   Den ligger i kommunen Santa María Tlahuitoltepec och delstaten Oaxaca, i den sydöstra delen av landet, 400 km sydost om huvudstaden Mexico City. Magueyal ligger 2 066 meter över havet och antalet invånare är 181.
Terrängen runt Magueyal är kuperad åt sydväst, men åt nordost är den bergig. Terrängen runt Magueyal sluttar västerut. Runt Magueyal är det ganska tätbefolkat, med 62 invånare per kvadratkilometer. Närmaste större samhälle är Tamazulápam del Espíritu Santo, 2,9 km sydost om Magueyal. I omgivningarna runt Magueyal växer i huvudsak blandskog.